# Liste des planètes mineures (521001-522000)
Voici la liste des planètes mineures numérotées de 521001 à 522000. Les planètes mineures sont numérotées lorsque leur orbite est confirmée, ce qui peut parfois se produire longtemps après leur découverte. Elles sont classées ici par leur numéro.

## Planètes mineures 521001 à 522000
- (521001) 2015 BV545
- (521002) 2015 BU546
- (521003) 2015 BE547
- (521004) 2015 BT547
- (521005) 2015 BS552
- (521006) 2015 CV36
- (521007) 2015 CD65
- (521008) 2015 CW65
- (521009) 2015 CW66
- (521010) 2015 CB67
- (521011) 2015 CM67
- (521012) 2015 CS67
- (521013) 2015 CC68
- (521014) 2015 CD68
- (521015) 2015 CF68
- (521016) 2015 CG68
- (521017) 2015 CK68
- (521018) 2015 CM68
- (521019) 2015 CO68
- (521020) 2015 CP68
- (521021) 2015 CS68
- (521022) 2015 CT68
- (521023) 2015 CB69
- (521024) 2015 CN69
- (521025) 2015 CR69
- (521026) 2015 CU69
- (521027) 2015 CB70
- (521028) 2015 CG70
- (521029) 2015 CJ70
- (521030) 2015 CL70
- (521031) 2015 CO70
- (521032) 2015 CP70
- (521033) 2015 CR70
- (521034) 2015 DJ20
- (521035) 2015 DS176
- (521036) 2015 DP198
- (521037) 2015 DX215
- (521038) 2015 DA232
- (521039) 2015 DC234
- (521040) 2015 DF235
- (521041) 2015 DG235
- (521042) 2015 DT235
- (521043) 2015 DU235
- (521044) 2015 DV235
- (521045) 2015 DX235
- (521046) 2015 DD236
- (521047) 2015 DG236
- (521048) 2015 DH236
- (521049) 2015 DL236
- (521050) 2015 DO236
- (521051) 2015 DS236
- (521052) 2015 DV236
- (521053) 2015 DA237
- (521054) 2015 DC237
- (521055) 2015 DE237
- (521056) 2015 DJ237
- (521057) 2015 DK237
- (521058) 2015 DZ237
- (521059) 2015 DA238
- (521060) 2015 DC238
- (521061) 2015 DJ238
- (521062) 2015 DL238
- (521063) 2015 DN238
- (521064) 2015 DO238
- (521065) 2015 DU238
- (521066) 2015 DB239
- (521067) 2015 DG239
- (521068) 2015 DH239
- (521069) 2015 DJ239
- (521070) 2015 DK239
- (521071) 2015 DL239
- (521072) 2015 DP239
- (521073) 2015 DQ239
- (521074) 2015 DR239
- (521075) 2015 DT239
- (521076) 2015 DG240
- (521077) 2015 DK240
- (521078) 2015 DL240
- (521079) 2015 DM240
- (521080) 2015 DY240
- (521081) 2015 DB241
- (521082) 2015 DF241
- (521083) 2015 DJ241
- (521084) 2015 DK241
- (521085) 2015 DQ241
- (521086) 2015 DR241
- (521087) 2015 DW241
- (521088) 2015 DY241
- (521089) 2015 DZ241
- (521090) 2015 DL242
- (521091) 2015 DQ242
- (521092) 2015 DT242
- (521093) 2015 DV242
- (521094) 2015 DX242
- (521095) 2015 DY242
- (521096) 2015 DG243
- (521097) 2015 DR243
- (521098) 2015 DS243
- (521099) 2015 DT243
- (521100) 2015 DD244
- (521101) 2015 DF244
- (521102) 2015 DH244
- (521103) 2015 DO244
- (521104) 2015 DR244
- (521105) 2015 DU244
- (521106) 2015 DY244
- (521107) 2015 DF245
- (521108) 2015 DG245
- (521109) 2015 DH245
- (521110) 2015 DP245
- (521111) 2015 DS245
- (521112) 2015 DW245
- (521113) 2015 DG246
- (521114) 2015 DK246
- (521115) 2015 DL246
- (521116) 2015 DN246
- (521117) 2015 DP246
- (521118) 2015 DZ246
- (521119) 2015 DA247
- (521120) 2015 DC247
- (521121) 2015 DE247
- (521122) 2015 DG247
- (521123) 2015 DL247
- (521124) 2015 DQ247
- (521125) 2015 DR247
- (521126) 2015 DT247
- (521127) 2015 DW247
- (521128) 2015 DK248
- (521129) 2015 DM248
- (521130) 2015 DN248
- (521131) 2015 ET6
- (521132) 2015 EF62
- (521133) 2015 EG75
- (521134) 2015 EN75
- (521135) 2015 EP75
- (521136) 2015 FS5
- (521137) 2015 FD43
- (521138) 2015 FK332
- (521139) 2015 FX340
- (521140) 2015 FZ345
- (521141) 2015 FK405
- (521142) 2015 FX405
- (521143) 2015 FA406
- (521144) 2015 FC406
- (521145) 2015 FD406
- (521146) 2015 FE406
- (521147) 2015 FH406
- (521148) 2015 FJ406
- (521149) 2015 FM406
- (521150) 2015 FO406
- (521151) 2015 FR406
- (521152) 2015 FG407
- (521153) 2015 FJ407
- (521154) 2015 FK407
- (521155) 2015 FO407
- (521156) 2015 FP407
- (521157) 2015 FU407
- (521158) 2015 FV407
- (521159) 2015 FY407
- (521160) 2015 FA408
- (521161) 2015 FB408
- (521162) 2015 FC408
- (521163) 2015 FH408
- (521164) 2015 FK408
- (521165) 2015 FM408
- (521166) 2015 FO408
- (521167) 2015 FS408
- (521168) 2015 FV408
- (521169) 2015 FX408
- (521170) 2015 FZ408
- (521171) 2015 FH409
- (521172) 2015 FM409
- (521173) 2015 FY409
- (521174) 2015 FB410
- (521175) 2015 FF410
- (521176) 2015 FG410
- (521177) 2015 FL410
- (521178) 2015 FV410
- (521179) 2015 FW410
- (521180) 2015 FZ410
- (521181) 2015 FF411
- (521182) 2015 FL411
- (521183) 2015 FP411
- (521184) 2015 FQ411
- (521185) 2015 FR411
- (521186) 2015 FT411
- (521187) 2015 FU411
- (521188) 2015 FX411
- (521189) 2015 FY411
- (521190) 2015 FL412
- (521191) 2015 FM412
- (521192) 2015 FN412
- (521193) 2015 FP412
- (521194) 2015 FS412
- (521195) 2015 FY412
- (521196) 2015 FA413
- (521197) 2015 FB413
- (521198) 2015 FG413
- (521199) 2015 FH413
- (521200) 2015 FJ413
- (521201) 2015 FM413
- (521202) 2015 FN413
- (521203) 2015 FW413
- (521204) 2015 FX413
- (521205) 2015 FZ413
- (521206) 2015 FA414
- (521207) 2015 FC414
- (521208) 2015 FE414
- (521209) 2015 FF414
- (521210) 2015 FG414
- (521211) 2015 FH414
- (521212) 2015 FJ414
- (521213) 2015 FL414
- (521214) 2015 GC
- (521215) 2015 GS31
- (521216) 2015 GL52
- (521217) 2015 GO52
- (521218) 2015 GQ52
- (521219) 2015 GV52
- (521220) 2015 GW52
- (521221) 2015 GX52
- (521222) 2015 GA53
- (521223) 2015 GC53
- (521224) 2015 GH53
- (521225) 2015 GJ53
- (521226) 2015 GK53
- (521227) 2015 GL53
- (521228) 2015 GU53
- (521229) 2015 HD19
- (521230) 2015 HZ126
- (521231) 2015 HT179
- (521232) 2015 HX186
- (521233) 2015 HO188
- (521234) 2015 HX188
- (521235) 2015 HG189
- (521236) 2015 HK189
- (521237) 2015 HL189
- (521238) 2015 HN189
- (521239) 2015 HO189
- (521240) 2015 HS189
- (521241) 2015 HT189
- (521242) 2015 HX189
- (521243) 2015 HY189
- (521244) 2015 HA190
- (521245) 2015 HO190
- (521246) 2015 HU190
- (521247) 2015 HX190
- (521248) 2015 HY190
- (521249) 2015 HZ190
- (521250) 2015 HA191
- (521251) 2015 HH191
- (521252) 2015 HJ191
- (521253) 2015 HO191
- (521254) 2015 HP191
- (521255) 2015 HQ191
- (521256) 2015 HS191
- (521257) 2015 HC192
- (521258) 2015 HJ192
- (521259) 2015 HK192
- (521260) 2015 HL192
- (521261) 2015 HN192
- (521262) 2015 HP192
- (521263) 2015 HQ192
- (521264) 2015 HS192
- (521265) 2015 HV192
- (521266) 2015 HY192
- (521267) 2015 HH193
- (521268) 2015 HN193
- (521269) 2015 HT193
- (521270) 2015 HV193
- (521271) 2015 HY193
- (521272) 2015 HD194
- (521273) 2015 HG194
- (521274) 2015 HH194
- (521275) 2015 HK194
- (521276) 2015 HO194
- (521277) 2015 HQ194
- (521278) 2015 HT194
- (521279) 2015 HV194
- (521280) 2015 HW194
- (521281) 2015 JN14
- (521282) 2015 JO14
- (521283) 2015 JS14
- (521284) 2015 JU14
- (521285) 2015 JV14
- (521286) 2015 JX14
- (521287) 2015 JZ14
- (521288) 2015 JH15
- (521289) 2015 JO15
- (521290) 2015 JP15
- (521291) 2015 JR15
- (521292) 2015 JT15
- (521293) 2015 JY15
- (521294) 2015 JB16
- (521295) 2015 JC16
- (521296) 2015 JD16
- (521297) 2015 KN112
- (521298) 2015 KX122
- (521299) 2015 KS148
- (521300) 2015 KP168
- (521301) 2015 KA169
- (521302) 2015 KC169
- (521303) 2015 KD169
- (521304) 2015 KJ169
- (521305) 2015 KM169
- (521306) 2015 KP169
- (521307) 2015 KQ169
- (521308) 2015 KV169
- (521309) 2015 KX169
- (521310) 2015 KY169
- (521311) 2015 KA170
- (521312) 2015 KE170
- (521313) 2015 KJ170
- (521314) 2015 KK170
- (521315) 2015 KP170
- (521316) 2015 KY170
- (521317) 2015 KB171
- (521318) 2015 KC171
- (521319) 2015 KE171
- (521320) 2015 KL171
- (521321) 2015 KM171
- (521322) 2015 KQ171
- (521323) 2015 KS171
- (521324) 2015 KZ171
- (521325) 2015 KA172
- (521326) 2015 KB172
- (521327) 2015 KD172
- (521328) 2015 LK33
- (521329) 2015 LH43
- (521330) 2015 LR43
- (521331) 2015 LU43
- (521332) 2015 LV43
- (521333) 2015 LY43
- (521334) 2015 LZ43
- (521335) 2015 LH44
- (521336) 2015 LJ44
- (521337) 2015 LK44
- (521338) 2015 LO44
- (521339) 2015 LQ44
- (521340) 2015 LU44
- (521341) 2015 LW44
- (521342) 2015 LX44
- (521343) 2015 LC45
- (521344) 2015 LD45
- (521345) 2015 LF45
- (521346) 2015 LH45
- (521347) 2015 LJ45
- (521348) 2015 LK45
- (521349) 2015 LM45
- (521350) 2015 LR45
- (521351) 2015 LV45
- (521352) 2015 LF46
- (521353) 2015 LG46
- (521354) 2015 LH46
- (521355) 2015 MU34
- (521356) 2015 ML56
- (521357) 2015 MB86
- (521358) 2015 MS86
- (521359) 2015 MH95
- (521360) 2015 MB121
- (521361) 2015 MN137
- (521362) 2015 MH139
- (521363) 2015 MJ139
- (521364) 2015 MK139
- (521365) 2015 MP139
- (521366) 2015 MW139
- (521367) 2015 MX139
- (521368) 2015 MZ139
- (521369) 2015 MF140
- (521370) 2015 MN140
- (521371) 2015 MU140
- (521372) 2015 MV140
- (521373) 2015 MD141
- (521374) 2015 ME141
- (521375) 2015 MF141
- (521376) 2015 MJ141
- (521377) 2015 MK141
- (521378) 2015 ML141
- (521379) 2015 MQ141
- (521380) 2015 MS141
- (521381) 2015 MT141
- (521382) 2015 MA142
- (521383) 2015 MB142
- (521384) 2015 ME142
- (521385) 2015 MH142
- (521386) 2015 MT142
- (521387) 2015 MV142
- (521388) 2015 MX142
- (521389) 2015 MY142
- (521390) 2015 MZ142
- (521391) 2015 MB143
- (521392) 2015 MD143
- (521393) 2015 MG143
- (521394) 2015 MK143
- (521395) 2015 MN143
- (521396) 2015 MS143
- (521397) 2015 MT143
- (521398) 2015 MU143
- (521399) 2015 MV143
- (521400) 2015 MW143
- (521401) 2015 MZ143
- (521402) 2015 MC144
- (521403) 2015 MF144
- (521404) 2015 ML144
- (521405) 2015 MN144
- (521406) 2015 MO144
- (521407) 2015 MQ144
- (521408) 2015 MR144
- (521409) 2015 MW144
- (521410) 2015 MC145
- (521411) 2015 MJ145
- (521412) 2015 MM145
- (521413) 2015 MT145
- (521414) 2015 MG146
- (521415) 2015 MO146
- (521416) 2015 MR146
- (521417) 2015 MX146
- (521418) 2015 MB147
- (521419) 2015 MG147
- (521420) 2015 ML147
- (521421) 2015 MM147
- (521422) 2015 MN147
- (521423) 2015 MZ147
- (521424) 2015 ME148
- (521425) 2015 MM148
- (521426) 2015 MP148
- (521427) 2015 MW148
- (521428) 2015 MN149
- (521429) 2015 MO149
- (521430) 2015 MQ149
- (521431) 2015 MR149
- (521432) 2015 MT149
- (521433) 2015 NZ8
- (521434) 2015 NR23
- (521435) 2015 NF27
- (521436) 2015 NK27
- (521437) 2015 NN27
- (521438) 2015 NA28
- (521439) 2015 NB28
- (521440) 2015 NE28
- (521441) 2015 NG28
- (521442) 2015 NH28
- (521443) 2015 NJ28
- (521444) 2015 NM28
- (521445) 2015 NP28
- (521446) 2015 OG11
- (521447) 2015 OJ25
- (521448) 2015 OT25
- (521449) 2015 OM30
- (521450) 2015 OX35
- (521451) 2015 OX74
- (521452) 2015 ON78
- (521453) 2015 OU84
- (521454) 2015 OJ86
- (521455) 2015 OJ90
- (521456) 2015 OY90
- (521457) 2015 OG91
- (521458) 2015 OJ91
- (521459) 2015 OO91
- (521460) 2015 OP91
- (521461) 2015 OQ91
- (521462) 2015 OS91
- (521463) 2015 OU91
- (521464) 2015 OW91
- (521465) 2015 OY91
- (521466) 2015 OA92
- (521467) 2015 OD92
- (521468) 2015 OF92
- (521469) 2015 OH92
- (521470) 2015 OK92
- (521471) 2015 OM92
- (521472) 2015 OT92
- (521473) 2015 OV92
- (521474) 2015 OW92
- (521475) 2015 OY92
- (521476) 2015 OZ92
- (521477) 2015 OD93
- (521478) 2015 OH93
- (521479) 2015 OS93
- (521480) 2015 OV93
- (521481) 2015 OW93
- (521482) 2015 OA94
- (521483) 2015 OC94
- (521484) 2015 OD94
- (521485) 2015 OE94
- (521486) 2015 OF94
- (521487) 2015 OG94
- (521488) 2015 OH94
- (521489) 2015 OK94
- (521490) 2015 OP94
- (521491) 2015 OR94
- (521492) 2015 OW94
- (521493) 2015 OX94
- (521494) 2015 OB95
- (521495) 2015 OD95
- (521496) 2015 OF95
- (521497) 2015 OG95
- (521498) 2015 OH95
- (521499) 2015 OJ95
- (521500) 2015 OM95
- (521501) 2015 OR95
- (521502) 2015 OU95
- (521503) 2015 OX95
- (521504) 2015 OA96
- (521505) 2015 OC96
- (521506) 2015 OD96
- (521507) 2015 OL96
- (521508) 2015 ON96
- (521509) 2015 OO96
- (521510) 2015 OQ96
- (521511) 2015 OR96
- (521512) 2015 OV96
- (521513) 2015 OX96
- (521514) 2015 OA97
- (521515) 2015 OB97
- (521516) 2015 OF97
- (521517) 2015 OJ97
- (521518) 2015 ON97
- (521519) 2015 OR97
- (521520) 2015 OV97
- (521521) 2015 OW97
- (521522) 2015 OD98
- (521523) 2015 OM98
- (521524) 2015 OP98
- (521525) 2015 OW98
- (521526) 2015 OZ98
- (521527) 2015 OE99
- (521528) 2015 OL99
- (521529) 2015 OR99
- (521530) 2015 OW99
- (521531) 2015 OX99
- (521532) 2015 OB100
- (521533) 2015 OC100
- (521534) 2015 OK100
- (521535) 2015 OL100
- (521536) 2015 OO100
- (521537) 2015 OP100
- (521538) 2015 OQ100
- (521539) 2015 OU100
- (521540) 2015 OX100
- (521541) 2015 OD101
- (521542) 2015 OF101
- (521543) 2015 OG101
- (521544) 2015 OK101
- (521545) 2015 OM101
- (521546) 2015 ON101
- (521547) 2015 OR101
- (521548) 2015 OZ101
- (521549) 2015 OF102
- (521550) 2015 OH102
- (521551) 2015 OK102
- (521552) 2015 OU102
- (521553) 2015 OV102
- (521554) 2015 OX102
- (521555) 2015 OY102
- (521556) 2015 OC103
- (521557) 2015 OH103
- (521558) 2015 OU103
- (521559) 2015 OW103
- (521560) 2015 OY103
- (521561) 2015 OG104
- (521562) 2015 OM104
- (521563) 2015 OO104
- (521564) 2015 OR104
- (521565) 2015 OT104
- (521566) 2015 OU104
- (521567) 2015 OW104
- (521568) 2015 OA105
- (521569) 2015 OG105
- (521570) 2015 OJ105
- (521571) 2015 OO105
- (521572) 2015 PQ5
- (521573) 2015 PQ30
- (521574) 2015 PQ54
- (521575) 2015 PR57
- (521576) 2015 PX70
- (521577) 2015 PK130
- (521578) 2015 PU203
- (521579) 2015 PK212
- (521580) 2015 PD224
- (521581) 2015 PG283
- (521582) 2015 PS286
- (521583) 2015 PT289
- (521584) 2015 PZ301
- (521585) 2015 PD302
- (521586) 2015 PO309
- (521587) 2015 PB311
- (521588) 2015 PD314
- (521589) 2015 PB316
- (521590) 2015 PS316
- (521591) 2015 PV316
- (521592) 2015 PW316
- (521593) 2015 PY316
- (521594) 2015 PB317
- (521595) 2015 PD317
- (521596) 2015 PE317
- (521597) 2015 PK317
- (521598) 2015 PN317
- (521599) 2015 PO317
- (521600) 2015 PT317
- (521601) 2015 PW317
- (521602) 2015 PB318
- (521603) 2015 PA319
- (521604) 2015 PO319
- (521605) 2015 PP319
- (521606) 2015 PS319
- (521607) 2015 PX319
- (521608) 2015 PZ319
- (521609) 2015 PA320
- (521610) 2015 PC320
- (521611) 2015 PE320
- (521612) 2015 PH320
- (521613) 2015 PK320
- (521614) 2015 PN320
- (521615) 2015 PO320
- (521616) 2015 PR320
- (521617) 2015 PV320
- (521618) 2015 PW320
- (521619) 2015 PB321
- (521620) 2015 PG321
- (521621) 2015 PJ321
- (521622) 2015 PK321
- (521623) 2015 PN321
- (521624) 2015 PQ321
- (521625) 2015 PV321
- (521626) 2015 PC322
- (521627) 2015 PN322
- (521628) 2015 PP322
- (521629) 2015 PZ322
- (521630) 2015 PE323
- (521631) 2015 QW14
- (521632) 2015 QZ14
- (521633) 2015 QD15
- (521634) 2015 QG16
- (521635) 2015 QH16
- (521636) 2015 QJ16
- (521637) 2015 QO16
- (521638) 2015 QR16
- (521639) 2015 QU16
- (521640) 2015 QV16
- (521641) 2015 QW16
- (521642) 2015 QG17
- (521643) 2015 QM17
- (521644) 2015 QP17
- (521645) 2015 QR17
- (521646) 2015 QW17
- (521647) 2015 QB18
- (521648) 2015 QJ18
- (521649) 2015 QK18
- (521650) 2015 QY18
- (521651) 2015 QA19
- (521652) 2015 QB19
- (521653) 2015 RY5
- (521654) 2015 RS16
- (521655) 2015 RL33
- (521656) 2015 RG40
- (521657) 2015 RU65
- (521658) 2015 RT66
- (521659) 2015 RB84
- (521660) 2015 RM93
- (521661) 2015 RC99
- (521662) 2015 RJ103
- (521663) 2015 RC109
- (521664) 2015 RK115
- (521665) 2015 RB116
- (521666) 2015 RV142
- (521667) 2015 RB200
- (521668) 2015 RU203
- (521669) 2015 RZ208
- (521670) 2015 RP213
- (521671) 2015 RZ235
- (521672) 2015 RH240
- (521673) 2015 RU240
- (521674) 2015 RK242
- (521675) 2015 RH253
- (521676) 2015 RA254
- (521677) 2015 RP256
- (521678) 2015 RH260
- (521679) 2015 RE261
- (521680) 2015 RK261
- (521681) 2015 RR261
- (521682) 2015 RS261
- (521683) 2015 RU261
- (521684) 2015 RY261
- (521685) 2015 RZ261
- (521686) 2015 RC262
- (521687) 2015 RD262
- (521688) 2015 RH262
- (521689) 2015 RL262
- (521690) 2015 RM262
- (521691) 2015 RT262
- (521692) 2015 RY262
- (521693) 2015 RZ262
- (521694) 2015 RB263
- (521695) 2015 RD263
- (521696) 2015 RG263
- (521697) 2015 RK263
- (521698) 2015 RO263
- (521699) 2015 RP263
- (521700) 2015 RT263
- (521701) 2015 RU263
- (521702) 2015 RV263
- (521703) 2015 RW263
- (521704) 2015 RZ263
- (521705) 2015 RD264
- (521706) 2015 RF264
- (521707) 2015 RM264
- (521708) 2015 RO264
- (521709) 2015 RP264
- (521710) 2015 RQ264
- (521711) 2015 RL265
- (521712) 2015 RY265
- (521713) 2015 RU266
- (521714) 2015 RY266
- (521715) 2015 RZ266
- (521716) 2015 RA267
- (521717) 2015 RD267
- (521718) 2015 RE267
- (521719) 2015 RO267
- (521720) 2015 RQ267
- (521721) 2015 RA268
- (521722) 2015 RJ268
- (521723) 2015 RV268
- (521724) 2015 RX268
- (521725) 2015 RC269
- (521726) 2015 RH269
- (521727) 2015 RJ269
- (521728) 2015 RS269
- (521729) 2015 RT269
- (521730) 2015 RX269
- (521731) 2015 RB270
- (521732) 2015 RF270
- (521733) 2015 RS270
- (521734) 2015 RV270
- (521735) 2015 RW270
- (521736) 2015 RD271
- (521737) 2015 RK271
- (521738) 2015 RN271
- (521739) 2015 RM272
- (521740) 2015 RQ272
- (521741) 2015 RR272
- (521742) 2015 RS272
- (521743) 2015 RT272
- (521744) 2015 RU272
- (521745) 2015 RM273
- (521746) 2015 RN273
- (521747) 2015 RO273
- (521748) 2015 RP273
- (521749) 2015 RC274
- (521750) 2015 RF274
- (521751) 2015 RN274
- (521752) 2015 RO274
- (521753) 2015 RP274
- (521754) 2015 RT274
- (521755) 2015 RU274
- (521756) 2015 RE275
- (521757) 2015 RP275
- (521758) 2015 RU275
- (521759) 2015 RY275
- (521760) 2015 RB276
- (521761) 2015 RO276
- (521762) 2015 RP276
- (521763) 2015 RQ276
- (521764) 2015 RS276
- (521765) 2015 RW276
- (521766) 2015 RZ276
- (521767) 2015 SV
- (521768) 2015 SA5
- (521769) 2015 ST7
- (521770) 2015 SP19
- (521771) 2015 SG24
- (521772) 2015 ST25
- (521773) 2015 SZ25
- (521774) 2015 SB26
- (521775) 2015 SC26
- (521776) 2015 SX26
- (521777) 2015 SB27
- (521778) 2015 SD27
- (521779) 2015 SE27
- (521780) 2015 SH27
- (521781) 2015 SL27
- (521782) 2015 SR27
- (521783) 2015 SX27
- (521784) 2015 SY27
- (521785) 2015 SZ27
- (521786) 2015 SF28
- (521787) 2015 SH28
- (521788) 2015 SM28
- (521789) 2015 SC29
- (521790) 2015 SF29
- (521791) 2015 SM29
- (521792) 2015 SW29
- (521793) 2015 SC30
- (521794) 2015 SK30
- (521795) 2015 SL30
- (521796) 2015 TN2
- (521797) 2015 TA7
- (521798) 2015 TG18
- (521799) 2015 TU71
- (521800) 2015 TR72
- (521801) 2015 TO100
- (521802) 2015 TN111
- (521803) 2015 TR121
- (521804) 2015 TJ124
- (521805) 2015 TK125
- (521806) 2015 TZ135
- (521807) 2015 TL137
- (521808) 2015 TT139
- (521809) 2015 TF140
- (521810) 2015 TM141
- (521811) 2015 TD161
- (521812) 2015 TV198
- (521813) 2015 TB207
- (521814) 2015 TG215
- (521815) 2015 TB233
- (521816) 2015 TE235
- (521817) 2015 TE250
- (521818) 2015 TJ259
- (521819) 2015 TD275
- (521820) 2015 TX293
- (521821) 2015 TZ298
- (521822) 2015 TK320
- (521823) 2015 TT327
- (521824) 2015 TR345
- (521825) 2015 TJ348
- (521826) 2015 TB358
- (521827) 2015 TP358
- (521828) 2015 TG359
- (521829) 2015 TH360
- (521830) 2015 TL364
- (521831) 2015 TR364
- (521832) 2015 TK368
- (521833) 2015 TU369
- (521834) 2015 TB370
- (521835) 2015 TS370
- (521836) 2015 TY370
- (521837) 2015 TC371
- (521838) 2015 TE371
- (521839) 2015 TJ371
- (521840) 2015 TM371
- (521841) 2015 TQ371
- (521842) 2015 TW371
- (521843) 2015 TX371
- (521844) 2015 TB372
- (521845) 2015 TQ372
- (521846) 2015 TT372
- (521847) 2015 TV372
- (521848) 2015 TE373
- (521849) 2015 TG373
- (521850) 2015 TJ373
- (521851) 2015 TL373
- (521852) 2015 TT373
- (521853) 2015 TK374
- (521854) 2015 TO374
- (521855) 2015 TX374
- (521856) 2015 TM375
- (521857) 2015 TN375
- (521858) 2015 TW375
- (521859) 2015 TM376
- (521860) 2015 TR376
- (521861) 2015 TS376
- (521862) 2015 TC377
- (521863) 2015 TM377
- (521864) 2015 TO377
- (521865) 2015 TU377
- (521866) 2015 TV377
- (521867) 2015 TY377
- (521868) 2015 TB378
- (521869) 2015 TD378
- (521870) 2015 TF378
- (521871) 2015 TK378
- (521872) 2015 TO378
- (521873) 2015 TX378
- (521874) 2015 TH379
- (521875) 2015 TR379
- (521876) 2015 TS379
- (521877) 2015 TW379
- (521878) 2015 TK380
- (521879) 2015 TO380
- (521880) 2015 TS380
- (521881) 2015 TX380
- (521882) 2015 TB381
- (521883) 2015 TF381
- (521884) 2015 TL381
- (521885) 2015 TW381
- (521886) 2015 TX381
- (521887) 2015 TN382
- (521888) 2015 TP382
- (521889) 2015 TU382
- (521890) 2015 TA383
- (521891) 2015 TF383
- (521892) 2015 TH383
- (521893) 2015 TP383
- (521894) 2015 TT383
- (521895) 2015 TX383
- (521896) 2015 TE384
- (521897) 2015 TG384
- (521898) 2015 TJ384
- (521899) 2015 TN384
- (521900) 2015 TY384
- (521901) 2015 TC385
- (521902) 2015 TG385
- (521903) 2015 TN385
- (521904) 2015 TO385
- (521905) 2015 TP385
- (521906) 2015 TQ385
- (521907) 2015 TZ385
- (521908) 2015 TC386
- (521909) 2015 TG386
- (521910) 2015 TH386
- (521911) 2015 UY15
- (521912) 2015 UP16
- (521913) 2015 UZ20
- (521914) 2015 UN44
- (521915) 2015 UO45
- (521916) 2015 UB46
- (521917) 2015 UY46
- (521918) 2015 UQ47
- (521919) 2015 US50
- (521920) 2015 UK71
- (521921) 2015 UU75
- (521922) 2015 UQ83
- (521923) 2015 US83
- (521924) 2015 UE88
- (521925) 2015 UH88
- (521926) 2015 UL88
- (521927) 2015 UE89
- (521928) 2015 UK89
- (521929) 2015 UP89
- (521930) 2015 UR89
- (521931) 2015 UA90
- (521932) 2015 UC90
- (521933) 2015 UH90
- (521934) 2015 UM90
- (521935) 2015 UN90
- (521936) 2015 UR90
- (521937) 2015 VC
- (521938) 2015 VT1
- (521939) 2015 VQ6
- (521940) 2015 VA32
- (521941) 2015 VN38
- (521942) 2015 VN65
- (521943) 2015 VF72
- (521944) 2015 VW74
- (521945) 2015 VR78
- (521946) 2015 VZ107
- (521947) 2015 VU108
- (521948) 2015 VF121
- (521949) 2015 VP125
- (521950) 2015 VX125
- (521951) 2015 VR136
- (521952) 2015 VG140
- (521953) 2015 VQ140
- (521954) 2015 VH146
- (521955) 2015 VE149
- (521956) 2015 VH156
- (521957) 2015 VA157
- (521958) 2015 VD158
- (521959) 2015 VM158
- (521960) 2015 VR158
- (521961) 2015 VY158
- (521962) 2015 VJ159
- (521963) 2015 VM159
- (521964) 2015 VQ159
- (521965) 2015 VL160
- (521966) 2015 VO160
- (521967) 2015 VY160
- (521968) 2015 VG161
- (521969) 2015 VJ161
- (521970) 2015 VM161
- (521971) 2015 VB162
- (521972) 2015 VE162
- (521973) 2015 VH162
- (521974) 2015 VK162
- (521975) 2015 VQ162
- (521976) 2015 VX162
- (521977) 2015 VB163
- (521978) 2015 VE163
- (521979) 2015 VR163
- (521980) 2015 VX163
- (521981) 2015 WE16
- (521982) 2015 WE19
- (521983) 2015 WP19
- (521984) 2015 WQ19
- (521985) 2015 WZ19
- (521986) 2015 WB20
- (521987) 2015 WU20
- (521988) 2015 WW20
- (521989) 2015 WX20
- (521990) 2015 WZ20
- (521991) 2015 WB21
- (521992) 2015 WH21
- (521993) 2015 WS21
- (521994) 2015 WY21
- (521995) 2015 WK22
- (521996) 2015 XR17
- (521997) 2015 XC28
- (521998) 2015 XJ63
- (521999) 2015 XQ67
- (522000) 2015 XH76